# Britische Botschaft in Wien

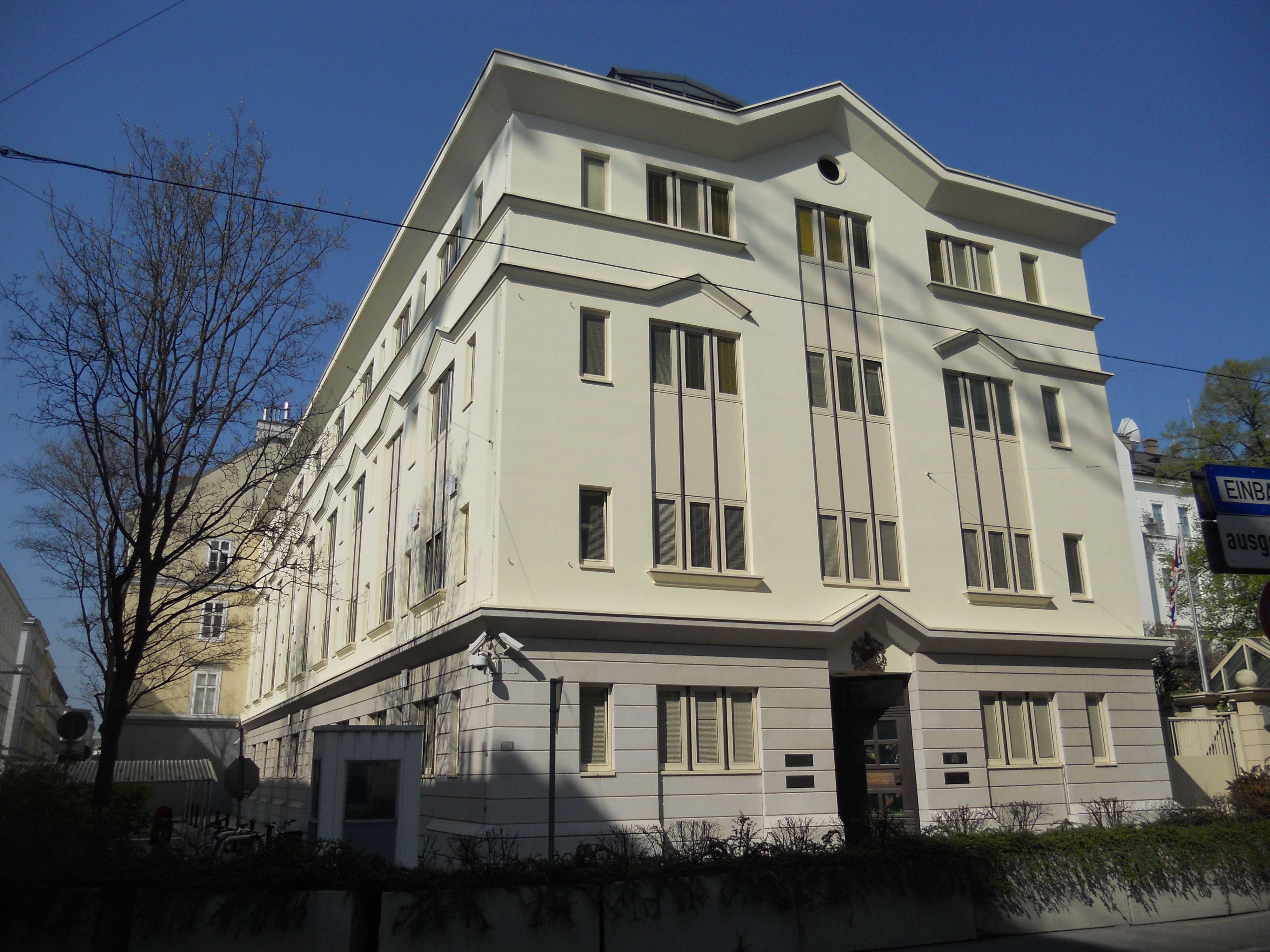
Hauptgebäude der britischen Botschaft, Jaurèsgasse 12

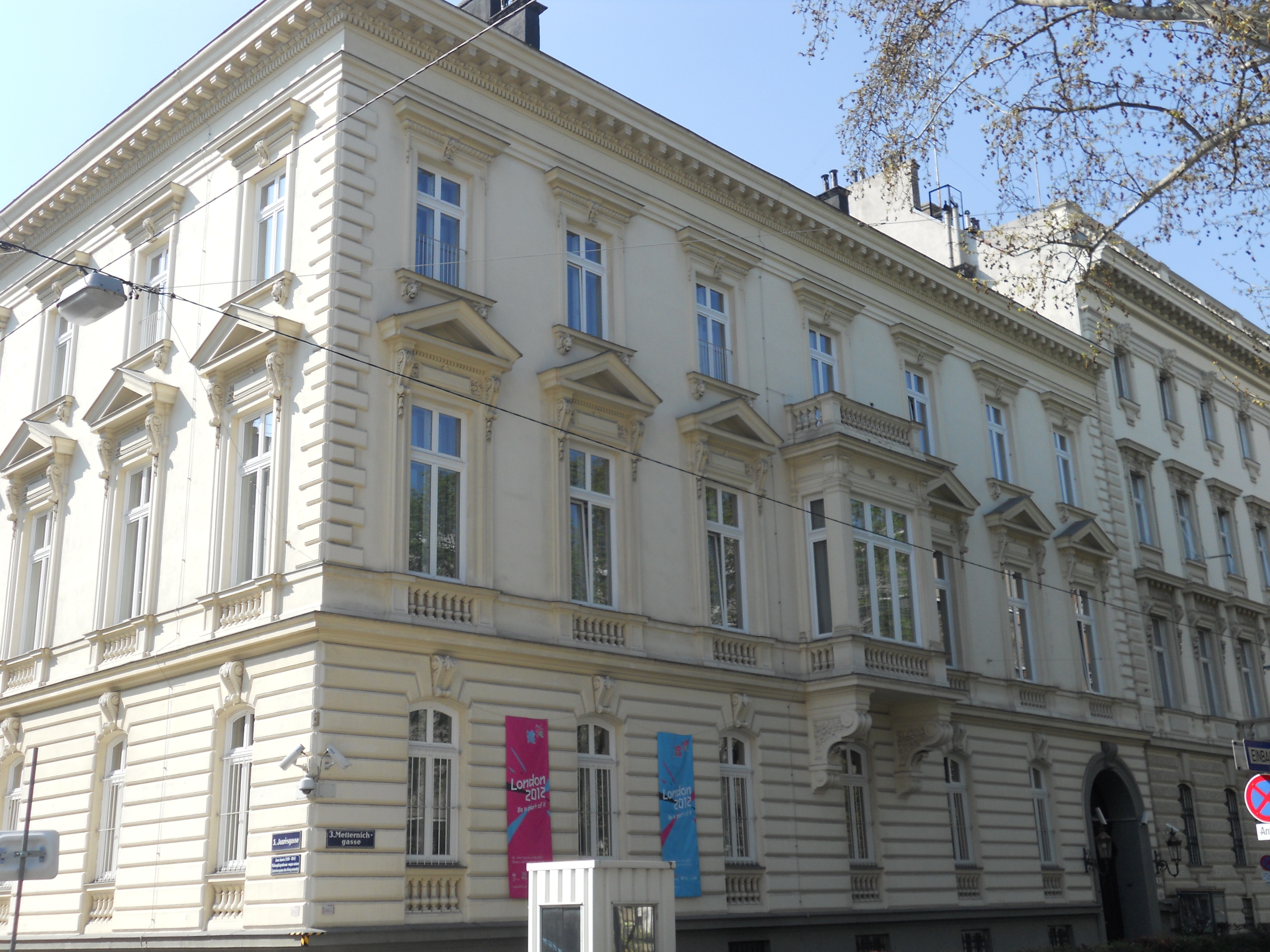
Nebensitz, Metternichgasse 6

Die Britische Botschaft in Wien umfasst die diplomatische Auslandsvertretung des Vereinigten Königreichs in der Republik Österreich und gleichzeitig die Ständige Vertretung des Landes bei den internationalen Organisationen (UNIDO, UNODC, IAEA, CTBTO) in Wien und die Delegation zur OSZE.

## Gebäude
Das Hauptgebäude der britischen Botschaft befindet sich im Botschaftsviertel des 3. Wiener Gemeindebezirkes Landstraße in der Jaurèsgasse 12 und im Nachbargebäude Metternichgasse 6.
Auf einem weiteren Grundstück der Botschaft (Jaurèsgasse 17–19) befindet sich die 1887 geweihte Christ Church Vienna.

## Botschafter
Derzeitige Botschafterin des Vereinigten Königreiches für Österreich sowie Ständige Vertreterin des Landes bei der OSZE und den in Wien befindlichen UN-Organisationen ist seit 2021 Lindsay Skoll.